# Іван Немирич
Іван Немирич (д/н — після 1618) — волинський зем'янин часів Речі Посполитої.

## Біографія
Походив з заможного шляхетського роду Немиричів гербу Клямри. Другий син Йосипа Немирича, київського земського судді, та його другої дружини Софії Скумін-Тишкевич. З дитинства мав слабке здоров'я.
За заповітом батька 1598 року отримав у пожиттєве володіння село Красносілля. Спочатку разом з братами спільно володів усім родинним майном. З часом почалися суперчки щодо виконання заповіту та розподілу майна. Відомо, що влітку 1602 року спільно з братом Семеном володів Черняховом. 1605 року після смерті бездітного Семена отримав село Костюшковичі під Овручем і Медведне над Словечною на самому кордоні з Литвою.
1607 року звернувся до Коронного Трибуналу в Любліні щодо поділу Черняховської волості з братом Матвієм та небожем Стефаном. Після тривалої тяганини 17 серпня 1609 року трибунал присудив волость Стефану Немиричу.
Подальші відомості про Івана Немирича незначні. Встановив дружні стосунки з запорожцями. Ймовірно брав участь у поході Лжедмитрія I на Москву, а потім в подіях Смутного часу. Остання згадка про нього відноситься до 1618 року.

## Родина
- Іван, запорозький козак з 1649 року
- Михайло
- Федора, дружина Олександра Ганського